# Regata (tkanina)

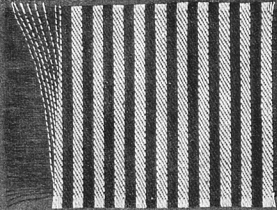
"Světlá regata" ze 3. dekády 20. století

Regata, zvaná také keprová regata, je středně těžká tkanina s podélnými pruhy. Vyrábí se z mykané bavlněné příze zpravidla v keprové vazbě s hustější osnovou (např. 38 osnovních/22 útkových nití na cm). Pruhy se tvoří při snování z různobarevných nití, např. „světlá regata“ z 6 modrých a 6 bílých, „tmavá regata“ po šesti modrých a černých nitích. Hotová tkanina se zpravidla sanforizuje.
Regata (a velmi podobná tkanina Waterregatta) se používala ve 20. století na pracovní oděvy, kalhoty, bundy, halenky, šaty, pláště. 
V 21. století je regata (nebo Regatta) v popsaném provedení téměř neznámá. Pod označením Regatta se prodávají prošívané bundy a oděvy pro chladné počasí (outdoor móda).